# Âmes perdues (film, 1977)
Pour les articles homonymes, voir Âmes perdues (homonymie).
Pour plus de détails, voir Fiche technique et Distribution.
Âmes perdues (Anima persa) est un film franco-italien réalisé par Dino Risi, avec Catherine Deneuve et Vittorio Gassman, sorti en 1977.

## Synopsis
Le jeune Tino arrive à Venise où il va vivre avec son oncle (Vittorio Gassman) et sa tante (Catherine Deneuve), qui habitent dans un vieux palais splendide autrefois mais délabré aujourd'hui. Sa tante, peu sûre d'elle, l'accueille chaleureusement ; son oncle apparait rapidement tyrannique et distant. Tino va à une école de dessin où il fait la rencontre de Lucia. La nuit, Tino entend d'étranges bruits de pas qui semblent venir des combles de la maison, puis une mélodie jouée sur un piano. Curieux de savoir ce qui se passe dans cette maison mystérieuse, il découvre peu à peu un passé qui ne cesse de hanter ceux qui y vivent.

## Fiche technique
Source : IMDb
- Titre : Âmes perdues
- Titre original : Anima persa
- Réalisation : Dino Risi
- Scénario : Dino Risi et Bernardino Zapponi, d'après le roman Un anima persa de Giovanni Arpino
- Photographie : Tonino Delli Colli
- Montage : Alberto Gallitti
- Musique : Francis Lai
- Sociétés de production : Dean Film, Les Productions Fox Europa
- Pays d’origine :  France,  Italie
- Langue : italien
- Format : couleur — 35 mm — 1.96:1 - Stéréo
- Durée : 100 minutes
- Dates de sortie : 
  - Italie : 20 janvier 1977
  - France : 23 mars 1977, 27 novembre 2019 (ressortie)
  - Belgique : 1er septembre 1977

## Distribution
- Vittorio Gassman : Fabio Stolz
- Catherine Deneuve : Sofia Stolz
- Danilo Mattei : Tino
- Anicée Alvina : Lucia
- Ester Carloni : Annetta
- Michele Capnist : le duc
- Gino Cavalieri : Versatti

## Autour du film
En s'inspirant d'un roman de Giovanni Arpino, Dino Risi livre ici un film d'une tonalité sombre, qui thématise la proximité de l'amour et de la mort, et la menace que représente une passion enfouie et reniée pour l'identité et la santé mentale. La Venise décrépite et mystérieuse de Risi fait penser à Ne vous retournez pas de Nicolas Roeg, réalisé en 1973. La performance de Vittorio Gassmann, qui a très souvent tourné avec Dino Risi, est très impressionnante. La présence des thèmes de la domination masculine et de la pédophilie donne à ce film très moderne une résonance d'actualité.